# Vieux-Fauquemont
Vieux-Fauquemont (en néerlandais : Oud-Valkenburg, en limbourgeois : Oud-Valkeberg) est un village néerlandais dans la commune de Fauquemont-sur-Gueule, dans la province du Limbourg néerlandais. Il compte en 2005, environ 130 habitants.

## Géographie
Le village est situé entre Fauquemont et Schin op Geul, sur la rive droite de la Gueule.

## Histoire

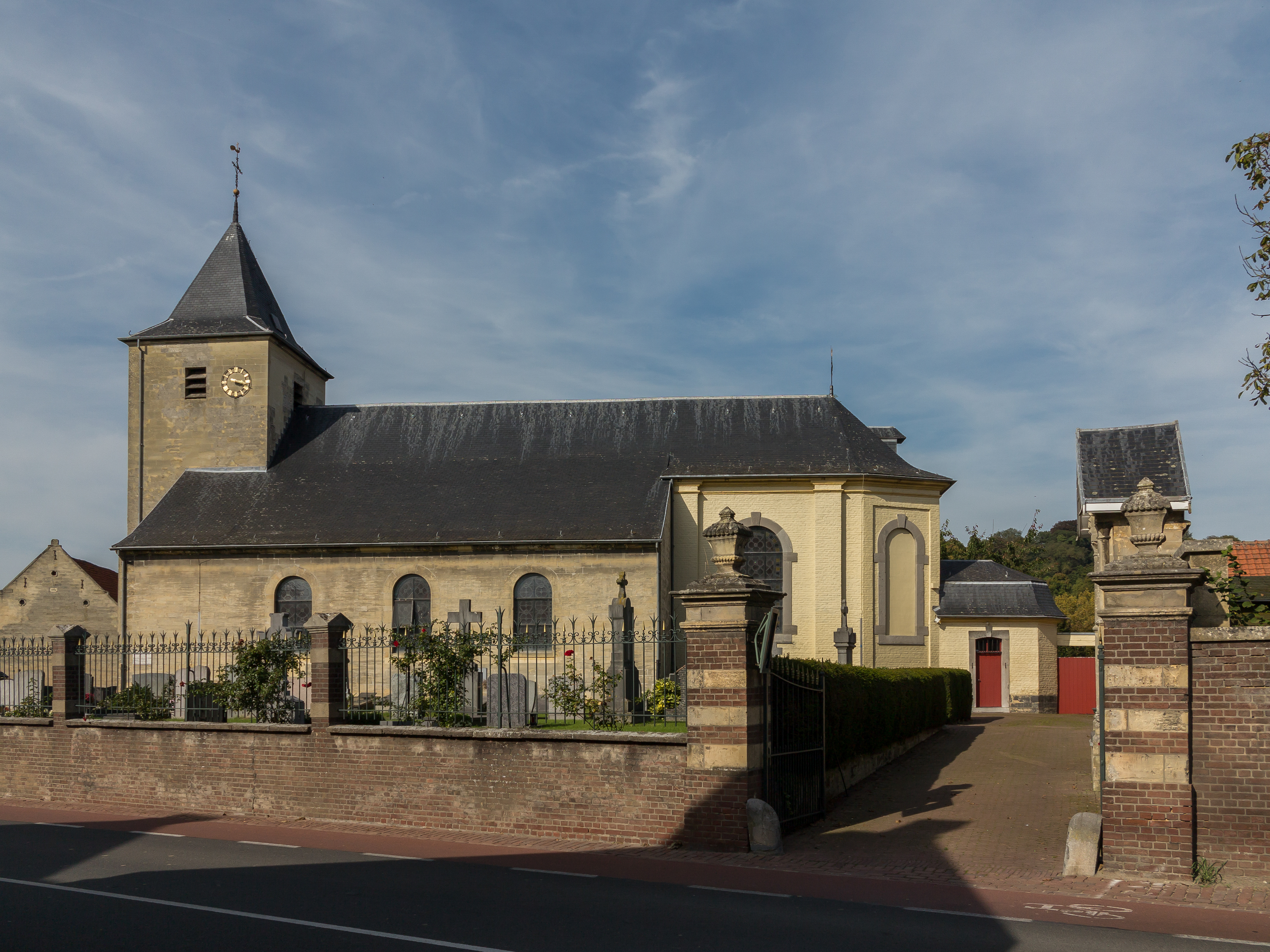
Église Saint-Jean-Baptiste.

Les origines de Fauquemont se trouvent probablement à Vieux-Fauquemont. Le nom « Falchenberch », mentionné dans une charte du 15 février 1041 indique probablement Vieux-Fauquemont, et non pas la ville actuelle de Fauquemont. 
L'église de Vieux-Fauquemont est dédiée à saint Jean Baptiste. La partie la plus ancienne date du XIe siècle ; le chœur de l'église et l'autel sont construits par l'architecte Johann Joseph Couven. L'autel baroque est du XVIIIe siècle. Vieux-Fauquemont compte deux châteaux : le château de Genhoes et le château de Schaloen.
Vieux-Fauquemont possédait une gare (1853-1923) située sur la ligne de chemin de fer Maastricht - Aix-la-Chapelle. 
Jusqu'en 1940, Vieux-Fauquemont était une commune indépendante, dont faisaient également partie les localités de Sibbe et IJzeren.